# Giannades
Giannades (griechisch Γιαννάδες (m. pl.)) ist ein Dorf im Westen der griechischen Insel Korfu. Zusammen mit der Siedlung Ermones bildet es eine Ortsgemeinschaft (Τοπική Κοινότητα Γιαννάδων Topikí Kinótita Giannádon) im Gemeindebezirk Parelii der Gemeinde Kendriki Kerkyra ke Diapondia Nisia und zählt insgesamt 597 Einwohner.

## Gliederung und Einwohnerentwicklung
Einwohnerentwicklung von Giannades
| Name      | griechischer Name | Code       | 1920 | 1928 | 1940 | 1951 | 1961 | 1971 | 1981 | 1991 | 2001 | 2011 |
| --------- | ----------------- | ---------- | ---- | ---- | ---- | ---- | ---- | ---- | ---- | ---- | ---- | ---- |
| Giannades | Γιαννάδες         | 3201140501 | 1334 | 1212 | 1218 | 1186 | 0985 | 0313 | 0723 | 0776 | 0760 | 0565 |
| Ermones   | Έρμονες (m. pl.)  | 3201140502 |      |      |      |      |      |      | -    | 0022 | 0039 | 0032 |
| Gesamt    | Gesamt            | 32011405   | 1334 | 1212 | 1218 | 1186 | 985  | 313  | 723  | 798  | 799  | 597  |